# أتلتيكو سان كريستوبال
كان نادي أتليتيكو سان كريستوبال (بالإسبانية: Atlético San Cristóbal) نادي كرة قدم فنزويلي محترف، وفاز بلقب واحد في الدرجة الأولى خلال مسيرته. يقع مقر النادي في سان كريستوبال، تاتشيرا. في عام 1986 اندمج مع ديبورتيفو تاشيرا لتشكيل نادي اتحاد أتلتيكو تاتشيرا.